# Berliner-Friedensuhr-Preis

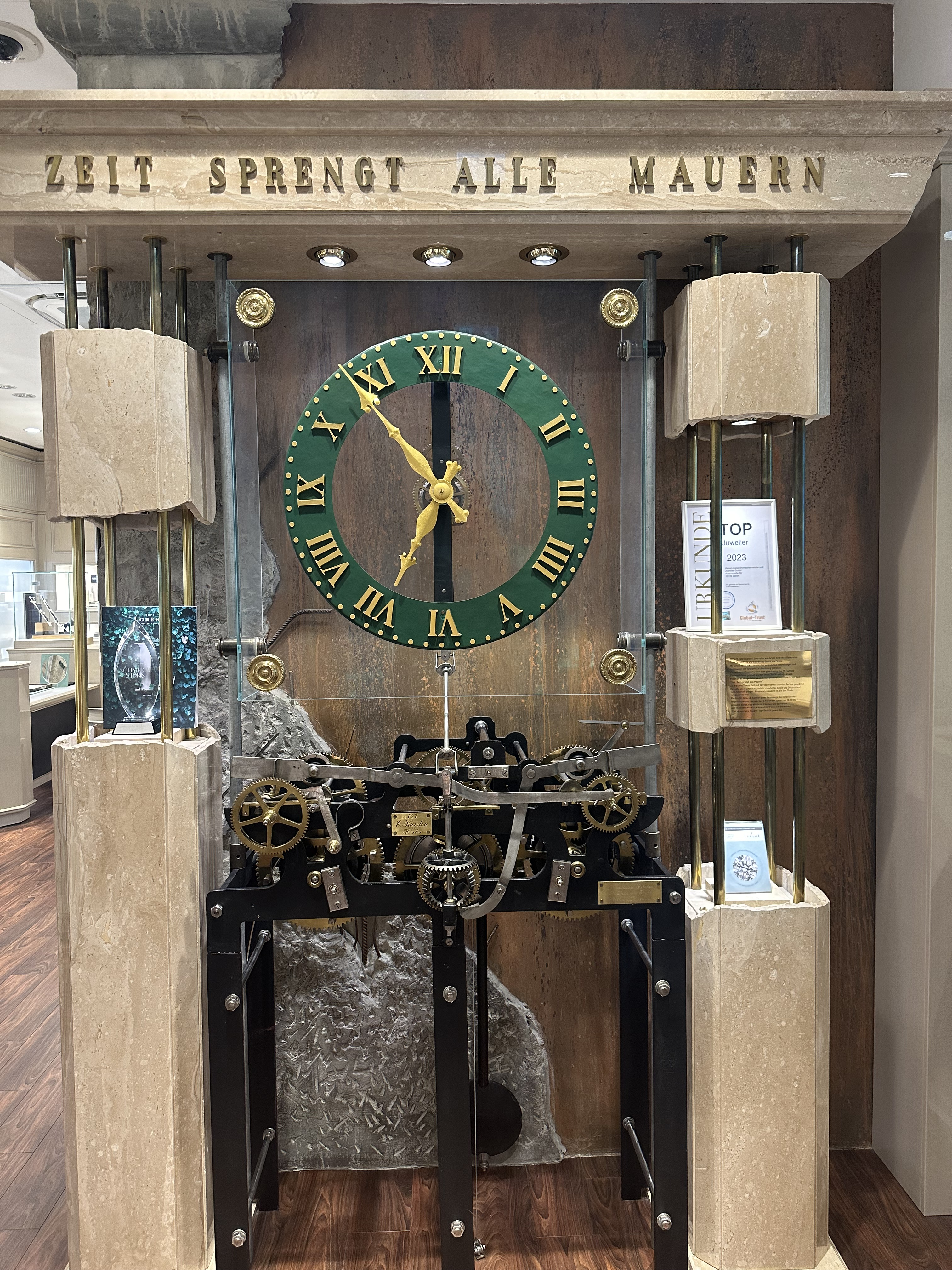
Berliner Friedensuhr

Die Berliner Friedensuhr mit der Inschrift „Zeit sprengt alle Mauern“ wurde von dem Juwelier Jens Lorenz entworfen. Von 2003 bis 2014 wurde eine Replik der Uhr vom Berliner Komitee für UNESCO-Arbeit als Preis verliehen. 

## Entstehung und private Initiative
Am 9. November 1989 präsentierte der Juwelier Jens Lorenz in Berlin eine von ihm entworfene Uhr, die mit ihrem Uhrwerk aus einem westfälischen Benediktinerkloster fast drei Meter hoch und 2,5 Tonnen schwer ist. Die Uhr trägt die Inschrift „Zeit sprengt alle Mauern“ und sollte damit ursprünglich ein Zeichen der Hoffnung auf die endliche Überwindung der Teilung der Welt in „Ost“ und „West“ sein. Während der Präsentation der Uhr wurde die Nachricht vom Fall der Berliner Mauer bekannt. Daraufhin entschloss sich der gebürtige Berliner, die Uhr „als Botschafterin des Friedens und der Freiheit in die Welt zu tragen“.
1992 gelangten die ersten drei Berliner Friedensuhren zu Michail Gorbatschow, Ronald Reagan und Helmut Kohl. 1999 wurde eine weitere Friedensuhr an den ehemaligen US-Präsidenten George Bush sen. übergeben. 1996 wurde Papst Johannes Paul II. eine Berliner Friedensuhr überreicht.
Mit der Übergabe der Berliner Friedensuhr Nr. 1 an Mutter Teresa 1993 in Indien sollte auch der Nord-Süd-Konflikt angesprochen werden. 1994 wurde die Berliner Friedensuhr an die Deutsche Parlamentarische Gesellschaft in Bonn übergeben. 2013 wurde beim Rotary Global Peace Forum in Hiroshima eine Berliner Friedensuhr an Rotary International verliehen. Da das Berliner Komitee für UNESCO-Arbeit satzungsgemäß nicht im Ausland aktiv werden darf, erfolgte die Vergabe in alleiniger Initiative durch Jens Lorenz.

## Der Preis
Von 2003 bis 2014 wurde die Berliner Friedensuhr als Preis vom Berliner Komitee für UNESCO-Arbeit an Persönlichkeiten bzw. Institutionen verliehen, die nach Ansicht des Komitees auf der Grundlage der „Allgemeinen Erklärung der Menschenrechte“ der Vereinten Nationen zur Überwindung von Mauern zwischen Menschen exemplarisch beigetragen haben.
Die Ehrung bestand in der feierlichen öffentlichen Übergabe der von Jens Lorenz gestifteten Replik der großen Berliner Friedensuhr vom 9. November 1989 sowie einer Urkunde.
Ein Kuratorium wählte die Preisträger.
Die letzte Verleihung fand am 11. Dezember 2014 in Berlin im Atrium der Deutschen Bank statt.

### Kuratorium
Bei der letztmaligen Verleihung waren Mitglieder:
- Gudrun Kammasch, Vorsitzende des Berliner Komitees für UNESCO-Arbeit e.V.
- Jutta Limbach, ehemalige Präsidentin des Goethe-Instituts
- Jens Lorenz, Initiator und Stifter der Berliner Friedensuhr
- Lothar de Maizière, letzter Ministerpräsident der DDR
- Peter Mussbach, ehemaliger Intendant und künstlerischer Leiter der Staatsoper Unter den Linden
- Eric Schweitzer, Präsident des Deutschen Industrie- und Handelskammertages

### Preisträger
- 2003 Avi Primor
- 2004 Internationale Atomenergie-Organisation, vertreten durch ihren Präsidenten Mohammed el-Baradei
- 2006 Prinz Hassan ibn Talal von Jordanien
- 2007 Dennis L. Meadows
- 2009 Hans-Dietrich Genscher
- 2011 Willi Lemke
- 2014 Ulrike Poppe und die Gedenkstätte Berlin-Hohenschönhausen